# Marcin Rotkiewicz
Marcin Rotkiewicz (ur. 1972 w Warszawie) – polski dziennikarz naukowy.

## Życiorys
Ukończył dziennikarstwo i filozofię na Uniwersytecie Warszawskim. Pracował w działach nauki czasopism: Rzeczpospolita (1995–1996), Życie (1997–2000), Gazeta Wyborcza (2000), w serwisie naukowym PAP (2000), Wprost (2000–2001) oraz Newsweek Polska (2001). W latach 2005–2006 zajmował także stanowisko zastępcy redaktora naczelnego tygodnika Forum. Od 2001 roku pracuje w dziale nauki Polityki.
W ramach stypendium Knight Science Journalism Program w latach 2008–2009 studiował na Massachusetts Institute of Technology i Harvard University.
Trzykrotnie otrzymał wyróżnienie w konkursie im. Karola Sabatha, m.in. za artykuł pt. „Zastrzyk strachu” opublikowany w tygodniku Polityka. Dwukrotnie nominowany do nagrody Grand Press: w 2012 r. kategorii dziennikarstwo specjalistyczne za cykl artykułów dotyczących organizmów modyfikowanych genetycznie, a w 2013 r. w kategorii publicystka za cykl artykułów „Smoleńsk: nauka, politycy, media i społeczeństwo” przekonujących, że umieszczanie nauki w roli bezstronnego arbitra to mit, a zdrowy sceptycyzm wobec tez profesorskich gremiów nigdy nie zaszkodzi. Jego książka W królestwie Monszatana otrzymała nagrodę redaktorów portalu „Mądre Książki” w ramach konkursu (edycja 2017 r.) organizowanego przez Uniwersytet Jagielloński w Krakowie oraz Fundację Popularyzacji Nauki im. Euklidesa. W 2018 r. wystąpił w ramach TEDxKatowice z wykładem Dlaczego rolnicy ekologiczni powinni pokochać GMO?
Obok działalności dziennikarskiej do 2006 r. prowadził także życie artystyczne: śpiewał w zespole La Tempesta, wykonującym muzykę renesansu i baroku. W trakcie studiów śpiewał jako tenor w Chórze Akademickim Uniwersytetu Warszawskiego.

## Książki
- 2015: Mózg i błazen (Wydawnictwo Czarne) – wywiad-rzeka z Jerzym Vetulanim[10][11]
- 2017: W królestwie Monszatana. GMO, gluten i szczepionki (Wydawnictwo Czarne)[12][13]
- 2018: Homo nie całkiem sapiens. O automatyzmach myślenia, nadętych politykach, narzekaniu Polaków i pułapkach moralności (Wydawnictwo Smak Słowa) – zbiór rozmów z Bogdanem Wojciszke